# Zé Love
José Eduardo Bischofe de Almeida, conocido como Zé Eduardo (Promissão, São Paulo, 29 de octubre de 1987), es un futbolista brasileño que juega como delantero y su equipo actual es el Al-Shaab CSC.

## Trayectoria
Debutó profesionalmente en Sociedade Esportiva Palmeiras, donde se ganó el apodo de «Zé Love» en comparación con el delantero Vagner Love por su "muy impresionante" promedio de gol. Después pasó por Portuguesa dónde también demostró su buen juego. Enseguida jugó en varios clubes como: Cruzeiro, Villa Nova, Gremio, entre otros. En diciembre de 2008 llegó al São Caetano para jugar el Campeonato Paulista de 2009 anotando un solo gol en 14 partidos. Después se fue para el América de Minas Gerais en la temporada 2009. Estuvo poco tiempo en este equipo y ese mismo año se fue para ABC, club en el cual anotó 3 goles en 9 partidos.

### Santos
Cuando llegó a Santos Futebol Clube era suplente pero logró entrar en el equipo titular. Ganando el Campeonato Paulista y la Copa de Brasil, Zé Eduardo fue uno de los mejores jugadores del plantel de Santos, marcando un hat-trick ante Fluminense en el Estadio Maracaná.
Tras jugar muy bien en el equipo, aceptó una oferta del club Genoa C.F.C., de la Serie A de Italia, firmando un contrato de 5 años el 23 de enero de 2011. Sin embargo, era imposible que se uniera al Génoa antes del cierre de la transferencia internacional porque su emisión del pasaporte italiano fue retrasada. Consecuentemente, el club italiano le permitió jugar por su anterior equipo, el Santos hasta el 22 de junio. Ese mismo día, se jugó la vuelta de la final de la Copa Libertadores 2011, en el que Santos se coronó ante el Peñarol de Uruguay. 2 días antes, había dado su última conferencia como jugador de Santos y lloró recordando momentos difíciles de su carrera y las dificultades que tuvo antes de convertirse famoso.

### Genoa
Comprado por 13 millones de reales y vistiendo la camiseta número 9, Zé Eduardo hizo su debut con el Genoa C.F.C.  el día 2 de diciembre de 2011, en la derrota de su equipo por 2 a 0 ante el A.C. Milan. Jugó en total 10 partidos con la camiseta del club italiano y marcó 4 goles.
El 22 de agosto de 2012, se divulgó estaba pasando por un período de pruebas con el A.C. Milan, apuntando a un posible transferencia por préstamo, pero los dos clubes no llegaron a un acuerdo.

### Siena
El 31 de agosto de 2012, fue cedido al Siena, donde jugó 9 partidos y marcó 2 tantos.

### Coritiba
Fue confirmado por el Coritiba el 8 de enero de 2014 hasta finales del mismo año. Hizo su debut el 27 de febrero de 2014, anotando un tanto contra el Operário Ferroviário

### Goiás
En agosto de 2015 fue contratado por el Goiás. Su debut fue contra el Vasco da Gama el día 22 de agosto marcando de bicicleta el primer gol del equipo en la victoria por 3 a 0.

## Clubes
| Club                           | País                   | Año           | Partidos | Goles |
| ------------------------------ | ---------------------- | ------------- | -------- | ----- |
| Palmeiras                      | Brasil                 | 2004-2007     | 16       | 4     |
| Portuguesa (cedido)            | Brasil                 | 2005          | 26       | 9     |
| Atlético Paranaense (cedido)   | Brasil                 | 2005          | ?        | ?     |
| Cruzeiro (cedido)              | Brasil                 | 2006          | 14       | 5     |
| Villa Nova (cedido)            | Brasil                 | 2006          | 18       | 8     |
| Ipatinga (cedido)              | Brasil                 | 2007          | 24       | 9     |
| Sport (cedido)                 | Brasil                 | 2007          | 12       | 6     |
| Gremio                         | Brasil                 | 2007-2008     | 8        | 3     |
| Ferroviária (cedido)           | Brasil                 | 2008          | 10       | 3     |
| Fortaleza                      | Brasil                 | 2008-2009     | 56       | 21    |
| São Caetano (cedido)           | Brasil                 | 2009          | 14       | 1     |
| América Futebol Clube (cedido) | Brasil                 | 2009          | 10       | 3     |
| ABC Futebol Clube (cedido)     | Brasil                 | 2009          | 9        | 3     |
| Santos Futebol Clube           | Brasil                 | 2010-2011     | 81       | 26    |
| Genoa CFC                      | Italia                 | 2011-2014     | 10       | 4     |
| Siena (cedido)                 | Italia                 | 2012-2013     | 9        | 2     |
| Coritiba (cedido)              | Brasil                 | 2014          | 40       | 8     |
| Shangai Shenxin                | China                  | 2015          | 11       | 1     |
| Goiás                          | Brasil                 | 2015          | 15       | 3     |
| Al-Shaab                       | Emiratos Árabes Unidos | 2016          | 12       | 4     |
| Vitoria                        | Brasil                 | 2016          | 13       | 4     |
| Figuerense                     | Brasil                 | 2017          | 0        | 0     |
| Al-Faisaly                     | Arabia Saudita         | 2018          | 4        | 0     |
| Oeste                          | Brasil                 | 2018          | 6        | 1     |
| Pahang                         | Malasia                | 2019          | 4        | 1     |
| Brasiliense                    | Brasil                 | 2019-presente | 7        | 7     |

## Palmarés

### Campeonatos estatales y nacionales
| Título                          | Club                 | País   | Año  |
| ------------------------------- | -------------------- | ------ | ---- |
| Campeonato Brasileño de Serie B | Palmeiras            | Brasil | 2003 |
| Campeonato Paranaense           | Athletico Paranaense | Brasil | 2005 |
| Campeonato Mineiro              | Cruzeiro             | Brasil | 2006 |
| Copa Minas Gerais               | Villa Nova           | Brasil | 2006 |
| Campeonato Pernambucano         | Sport                | Brasil | 2007 |
| Campeonato Cearense             | Fortaleza            | Brasil | 2009 |
| Campeonato Brasileño de Serie C | América Mineiro      | Brasil | 2009 |
| Campeonato Paulista             | Santos               | Brasil | 2010 |
| Copa de Brasil                  | Santos               | Brasil | 2010 |
| Campeonato Paulista             | Santos               | Brasil | 2011 |
| Copa Verde                      | Brasiliense          | Brasil | 2020 |
| Campeonato Brasiliense          | Brasiliense          | Brasil | 2021 |

### Campeonatos internacionales
| Título            | Club   | Sede      | Año  |
| ----------------- | ------ | --------- | ---- |
| Copa Libertadores | Santos | São Paulo | 2011 |

### Distinciones individuales
| Distinción                                              | Año  |
| ------------------------------------------------------- | ---- |
| Goleador del Campeonato Brasileño de Serie D (12 goles) | 2020 |
| Goleador del Campeonato Brasiliense (11 goles)          | 2021 |

## Filmografía
| Título       | Rol          | Nota     |
| ------------ | ------------ | -------- |
| A Fazenda 16 | Participante | RecordTV |